# Patrioticheskaya Pesnya
Bài ca yêu nước (tiếng Nga: Патриотическая песня, đã Latinh hoá: Patrioticheskaya Pesnya còn được gọi là Bài ca yêu nước của Glinka (tiếng Nga: Патриотическая Песнь Глинки, đã Latinh hoá: Patrioticheskaya Pesn' Glinki), là một bài nhạc được sử dụng như quốc ca không lời của Liên bang Nga từ năm 1991 cho đến năm 2001.